# Timo Mäkinen

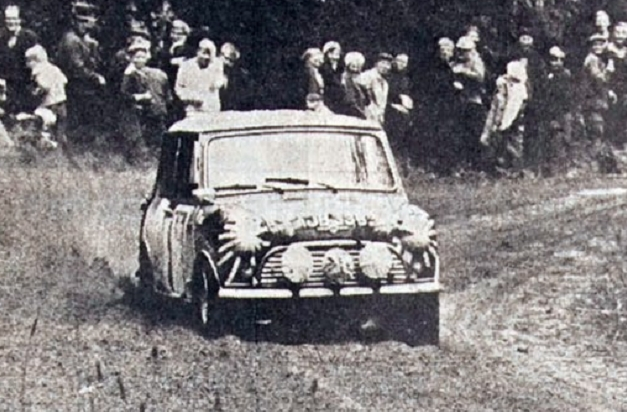
Timo Mäkinen i sin Mini Cooper vid Tusen sjöars rally 1965.

Timo Mäkinen, född 18 mars 1938 i Helsingfors, död 4 maj 2017 i Helsingfors, var en finländsk rallyförare.

## Rallykarriär
Mäkinen startade sin internationella rallykarriär 1959 i Tusen sjöars rally (Finska rallyt) och slog igenom på allvar genom att vinna Monte Carlo-rallyt 1965. När Mäkinen vann Tusen sjöars rally 1965, 1966 och 1967 blev han första förare att stå som segrare i tävlingen tre gånger i rad. 1973 var ett lyckosamt år för Mäkinens del, då han vann Arctic Rally, finska och brittiska rallyt, vilket gav honom två segrar under den första VM-säsongen. Under perioden 1973–1975 lyckades Mäkinen ta tre raka segrar även i det brittiska rallyt. Hans karriär hade passerat zenit när förar-VM infördes 1977, så Mäkinen blev aldrig världsmästare.
Mäkinen vann ett stort sportbåtsrally 1969, samt det finska rallymästerskapet vid tre tillfällen, och vann tävlingar på isbanor och det finska standardvagnsmästerskapet tre gånger.

## Utmärkelser
- Riddartecknet av I klass av Finlands Lejons orden,  1978[2]
- Riddare av Nationalförtjänstorden[2]

[Redigera Wikidata]